# Rabini Poznania
Rabini Poznania – lista rabinów miasta Poznań.
| lata urzędowania      | imię                                       |
| --------------------- | ------------------------------------------ |
| 1389–1393             | Pechno                                     |
| ok. 1445              | Mojżesz Mariel                             |
| 1458–1474             | Mojżesz z Halle                            |
| 1474–1508             | Mojżesz ben Izaak ha-Lewi Minz (Menz)      |
| ?                     | Menahem Mendel Frank                       |
| ?                     | Mojżesz                                    |
| 1544                  | Szachno                                    |
| 1551–1557, 1581–1586  | Salomon ben Juda Loebisch                  |
| 1557–15??             | Aaron                                      |
| 1580–1581             | Eliezer Aszkenazi ben Elia Rofe            |
| 1581–1586             | Salomon ben Juda Loebisch                  |
| 1586–1588, 1592–1594? | Jehuda Löw ben Becalel                     |
| 1599–1612             | Mordechaj ben Abraham Jaffé                |
| 1621–1629             | Simon Ze'ew Wolf ben Dawid Tabele Auerbach |
| 1630–1633/1635        | Chajim ben Icchak ha-Kohen                 |
| 1638–1641             | Mojżesz ben Jesajasz Menahem               |
| 1642–1658             | Szeftel (Sabbatai) ben Jesaiasz Horowitz   |
| 1668–1685             | Icchak ben Abraham                         |
| 1689–1704             | Naftali ben Icchak ha-Kohen z Ostrowa      |
| 1714–1732             | Jakub ben Icchak ben Abraham               |
| 1732–1736             | Jakub Mordechaj ben Naftali Kohen {Kadosz) |
| 1774–1776             | Rafael ben Jekutiel Suesskind ha-Kohen     |
| 1777–1778             | Józef Cwi Hirsz ben Abraham Janow          |
| 1780–1801             | Josef ben Pinchas                          |
| 1801–1806             | Mojżesz Samuel ben Pinchas                 |
| 1814–1837             | Akiba Eger (Akiba ben Moses Guens)         |
| 1839–1852             | Salomon ben Akiba Eger                     |
| 1853–1872             | Salomo Plessner                            |
| 1872–1913             | Wolf Feilchenfeld                          |
| 1914–1928             | Jakob Freimann                             |
| 1935–1940             | Dawid Szyje Sender                         |

| lata urzędowania | imię          |
| ---------------- | ------------- |
| 1862–1871        | Joseph Perles |
| 1872–1921        | Philipp Bloch |